# Дугин, Вячеслав Александрович
Вячеслав Александрович Дугин (17 февраля 1920 — 28 января 2006) — советский и российский актёр театра и кино, заслуженный артист РСФСР (1968).

## Биография
Вячеслав Дугин родился 17 февраля 1920 года. В 1941 году окончил Высшее театральное училище имени Б. В. Щукина (курс Б. Е. Захава и В. И. Москвин).
С 1942 года до конца жизни играл в театре имени Вахтангова.
Умер 28 января 2006 года. Похоронен  на Хованском кладбище

## Награды и премии
- Заслуженный артист РСФСР (29.01.1968).

## Работы в театре
- 1939 — «Соломенная шляпка» — Феликс
- 1942 — «Олеко Дундич» — Французский офицер
- 1942 — «Свадебное путешествие» — Костик
- 1942 — «Русские люди» — Красноармеец
- 1942 — «Сирано де Бержерак» — Гвардеец, Линьер
- 1943 — «Слуга двух господ» — Сильвио
- 1944 — «Мадемуазель Нитуш» — Майкл
- 1946 — «Электра» Софокла — Орест
- 1948 — «Молодая гвардия» по А. А. Фадееву — Сергей Тюленин
- 1950 — «Отверженные» по В. Гюго — Мариус
- 1952 — «Два веронца» Шекспира — Валентин
- 1956 — «Ромео и Джульетта» Шекспира — Ромео
- 1957 — «Город на заре» А. Арбузова — Лёша Зорин
- 1958 — «Идиот» по Ф. Достоевскому — Ганя Иволгин
- 1959 — «Маленькие трагедии» А. Пушкина — Альбер
- 1959 — «Иркутская история» — Виктор
- 1960 — «Дамы и гусары" Л. Солина — Ротмистр, Эдмонд
- 1962 — «Живой труп» — Письмоводитель судебного следователя
- «Принцесса Турандот» — Измаил, мудрец
- 1966 — «Конармия» — Начдив Гулевой
- 1971 — «Антоний и Клеопатра» Шекспира — Помпей
- 1976 — «Неоконченный диалог» — Дон Педро
- 1979 — «13-й председатель» — Председательствующий
- 1989 — «Закат» — Хозяин трактира
- 1991 — «Государь ты наш, батюшка» — Яков, духовник Алексей
- «Интервенция» Л. Славина — Женя Ксидиас
- «Накануне» И.С. Тургенева — Шубин

## Фильмография

### Актёр
1. 1944 — Поединок — Лавренко (нет в титрах)
2. 1945 — Это было в Донбассе — Антон, отец Лены (в титрах - С. Дугин)
3. 1959 — Город на заре — Зорин
4. 1960 — Сердца должны гореть — Алёша
5. 1967 — Курьер Кремля — Краузе, старпом
6. 1968 — Солярис — эпизод
7. 1968 — Щит и меч (серии 3, 4) — Генрих Гиммлер, рейхсфюрер СС
8. 1969 — Оперативная командировка — Прохор
9. 1972 — Западня
10. 1974 — Сэр Джон Фальстаф — мистер Форд
11. 1975 — Конармия — пан Никицкий
12. 1977 — Человек с ружьём — эпизод
13. 1979 — Господа Глембаи — Фабриций Глембай, двоюродный брат Игната
14. 1979 — Кот в сапогах — Волшебник
15. 1980 — Великая магия — Оресте
16. 1975 — Этот фантастический мир (3-й выпуск «Малыш») — '
17. 1987 — Мораль Леонардо
18. 1994 — Мартовские иды — начальник тайной полиции

### Озвучивание
1. 1975 — Одуванчик — читает текст

## Радиоспектакли
- «Конармия» Исаак Бабель
- «Фронт» Александр Корнейчук